# Sean Teale
Sean James Teale (Londres, 18 de junho de 1992) é um ator britânico.

## Filmografia

### Cinema
| Ano  | Título                             | Personagem    | Notas          |
| ---- | ---------------------------------- | ------------- | -------------- |
| 2010 | Sergeant Slaughter, My Big Brother | Derek         | Curta metragem |
| 2013 | We Are the Freaks                  | Chunks        |                |
| 2015 | Survivor                           | Alvin Murdoch |                |
| 2015 | Graduation Afternoon               | Bruce Hope    | Curta metragem |
| 2016 | The Dark Side of the Sun           | Logan         | Curta metragem |
| 2017 | B&B                                | Fred          |                |
| 2020 | Spanish Pigeon                     | Richie        | Curta metragem |

### Televisão
| Ano       | Título                                 | Personagem            | Notas                               |
| --------- | -------------------------------------- | --------------------- | ----------------------------------- |
| 2010      | Summer in Transylvania                 | Brad                  | Episódio: "The Date with Two Faces" |
| 2011–2012 | Skins                                  | Nick Levan            | 18 episódios                        |
| 2013      | Deadly Descent: The Abominable Snowman | Erlander              | Filme de TV                         |
| 2013      | The Bible                              | Ramesses jovem        | Episódio: "Exodus"                  |
| 2014      | Mr Selfridge                           | Franco                | 10 episódios                        |
| 2014-2015 | Reign                                  | Louis de Bourbon      | 22 episódios                        |
| 2014      | The Red Tent                           | Shalem                | Episódio: "Part 1"                  |
| 2016–2017 | Incorporated                           | Ben Larson            | 10 episódios                        |
| 2017–2018 | Voltron: Legendary Defender            | Rei Alfor             | 4 episódios                         |
| 2017–2019 | The Gifted                             | Marcos Diaz / Eclipse | 29 episódios                        |
| 2020      | Little Voice                           | Ethan                 | 9 episódios                         |